# Villar de la Yegua
Villar de la Yegua è un comune spagnolo di 285 abitanti situato nella comunità autonoma di Castiglia e León.